# Fouragemagazin (Hannover)

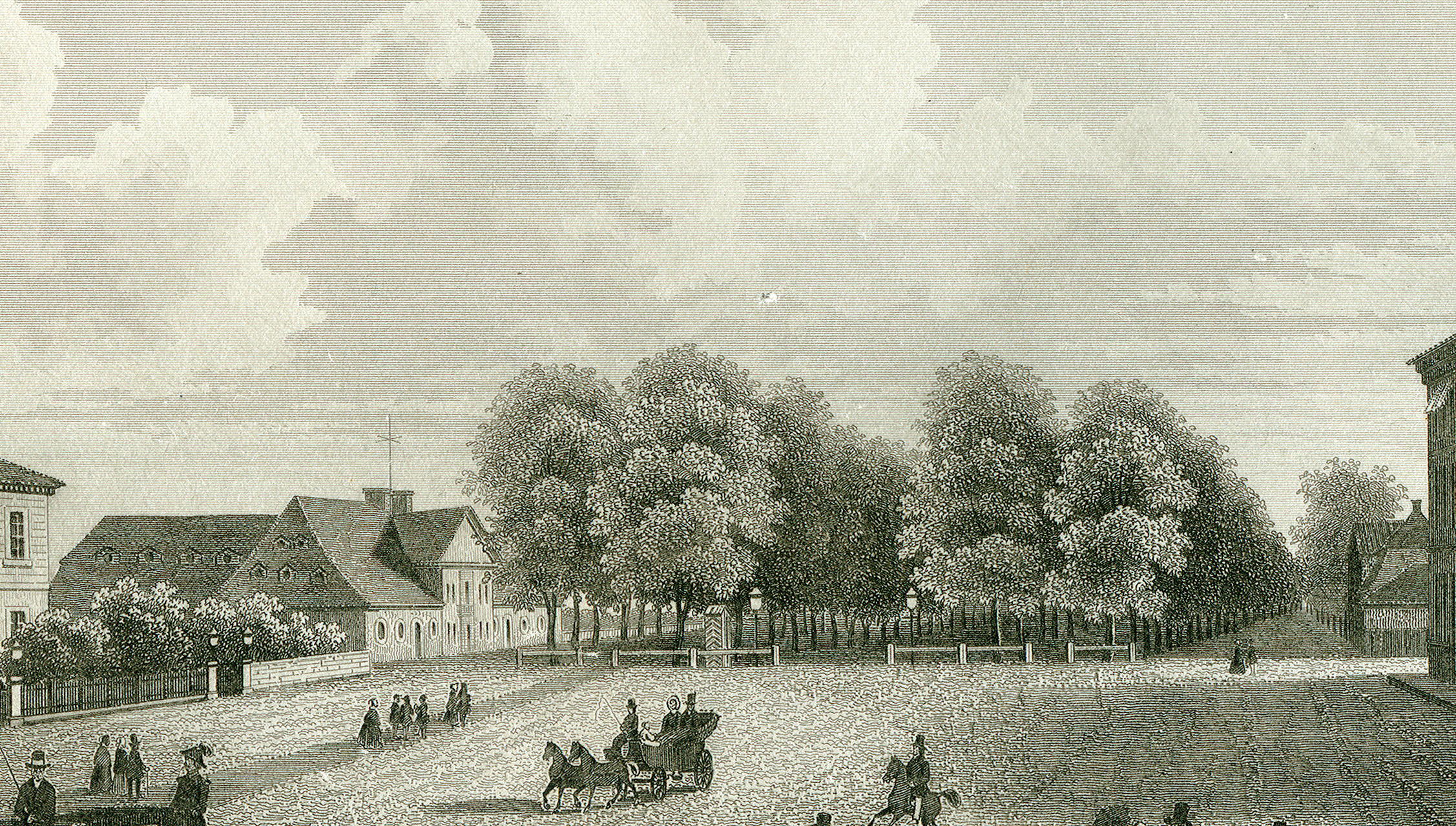
Um 1840: das Fouragemagazin links der Herrenhäuser Allee am Königsworther Platz;
Stahlstich von Louis Thümling von circa 1858 nach einer – um 1840 lithografierten – Zeichnung von Wilhelm Kretschmer

Das Fouragemagazin von Hannover, auch Königliches Heumagazin genannt, war ein Ende des 17. Jahrhunderts errichtetes Heu- und Stroh-Magazin zur Versorgung der Pferde des Militärs und für die Jagd. Standort des Gebäudes war die Jägerstraße Ecke Königsworther Platz links neben dem (damaligen) Beginn der Herrenhäuser Allee am (heutigen) Schnittpunkt der Stadtteile Calenberger Neustadt, Mitte und Nordstadt.

## Geschichte

### Maultierstall und Kasernengebäude
Zur Zeit des Kurfürstentums Hannover unterstand dem Oberhofmarschall-Departement neben den Anlagen der Garnisonen rund um den Alten Marstall in Hannover unter anderem der außerhalb der Stadtbefestigung Hannover gelegene „Maultier-“ oder „Tragethierstall“. Er war 1736 rechts von der Herrenhäuser Allee errichtet worden als  massiver Stallbau, dem eine zusätzliche  Schmiede sowie ein Wagen-Schuppen beigestellt worden waren. Die Gebäude bildete der hannoversche Stadtplan von 1745 als Hufeisen-förmige Anlage ab. Der spätere Königlich Hannoversche Oberhofmarschall Carl Ernst von Malortie schrieb zu der Anlage, sie wäre während des Siebenjährigen Krieges von den Franzosen als Krankenhaus benutzt und später – 1771 – der Kurfürstlich Hannoversche Militärverwaltung zugewiesen worden. Dem Gebäudekomplex wurden um 1780 weitere Militärbauten hinzugefügt, die dann zusammengenommen als Kaserne zunächst der Kurfürstlich-Hannoverschen Leibgarde zu Pferde dienten, dann dem Garde du Corps.

### Das Fouragemagazin
Um einen Ersatz für den älteren Maultierstall, der ab circa 1780 verschiedenen Garden diente, erwarb die hannoversche Militärverwaltung den zuvor 1796 von dem Landesherrn gekauften ehemaligen Von-Wencksternschen Garten, um diesen dann dem hannoverschen Oberhofmarschall-Departement zu überantworten. Für dieses Gelände entwarf der Hof-Maurermeister und Architekt Johann Georg Täntzel 1797 ein Heu- und Strohmagazin, das als „Fouragemagazin“ jedoch erst im Jahr 1800 fertiggestellt wurde. In dem Gebäude wurde auch ein Raum der „Gewehrkammer des Oberjagddepartements“ eingerichtet, da dessen bisherige Rüstkammer im ehemaligen Maultierstall der Garde abgetreten werden musste.
Bis zur Annexion des Königreichs Hannover durch Preußen im Jahr 1866 wurde das Fouragemagazin an der Jägerstraße von der Hofhaltung als Speicher des Heues für den Marstall genutzt. Es wurde dann von der preußischen Militärverwaltung genutzt, bis es 1874 durch einen Brand zerstört wurde. Beim Feuerlöschen zog sich August Thürnau von der gegenüberliegenden Plantage eine „schwere Erkältung“ zu, durch die er in jungen Jahren verstarb. Das Grundstück des Heumagazins wurde schließlich verkauft und anschließend mit Wohnhäusern bebaut.

## Baubeschreibung
Das Aussehen des Fouragemagazins beschrieb der Denkmalpfleger Arnold Nöldeke anhand einer um 1930 im Stadtarchiv Hannover vorgefundenen und um 1840 entstandenen Lithografie nach einer Zeichnung von Wilhelm Kretschmer. Das Gebäude beschrieb Nöldeke als T-förmige, Anlage, hauptsächlich eingeschossig mit einem hohen Walmdach. Der Risalit an der zur Allee zeigenden Schauseite wurde „von zwei Geschossen bei fünf [Fenster-]Achsen mit Dreiecksgiebel“ gebildet. Der rundbogige Eingang in der Mitte war von einer Rustika umrahmt. Rundfenster leiteten das Tageslicht in die Räume des Magazins. Der Rückseitenflügel war durch ein Mansarddach gedeckt.

## Archivalien
Als Archivalien finden sich beispielsweise Entwurfszeichnungen des Architekten Täntzel von 1797 im Hauptstaatsarchiv Hannover, Signatur 13e, Hann 19 / 10 pm.